# Houston Film Critics Society Awards 2014
8. ročník předávání cen organizace Houston Film Critics Society se konal dne 10. ledna 2014.

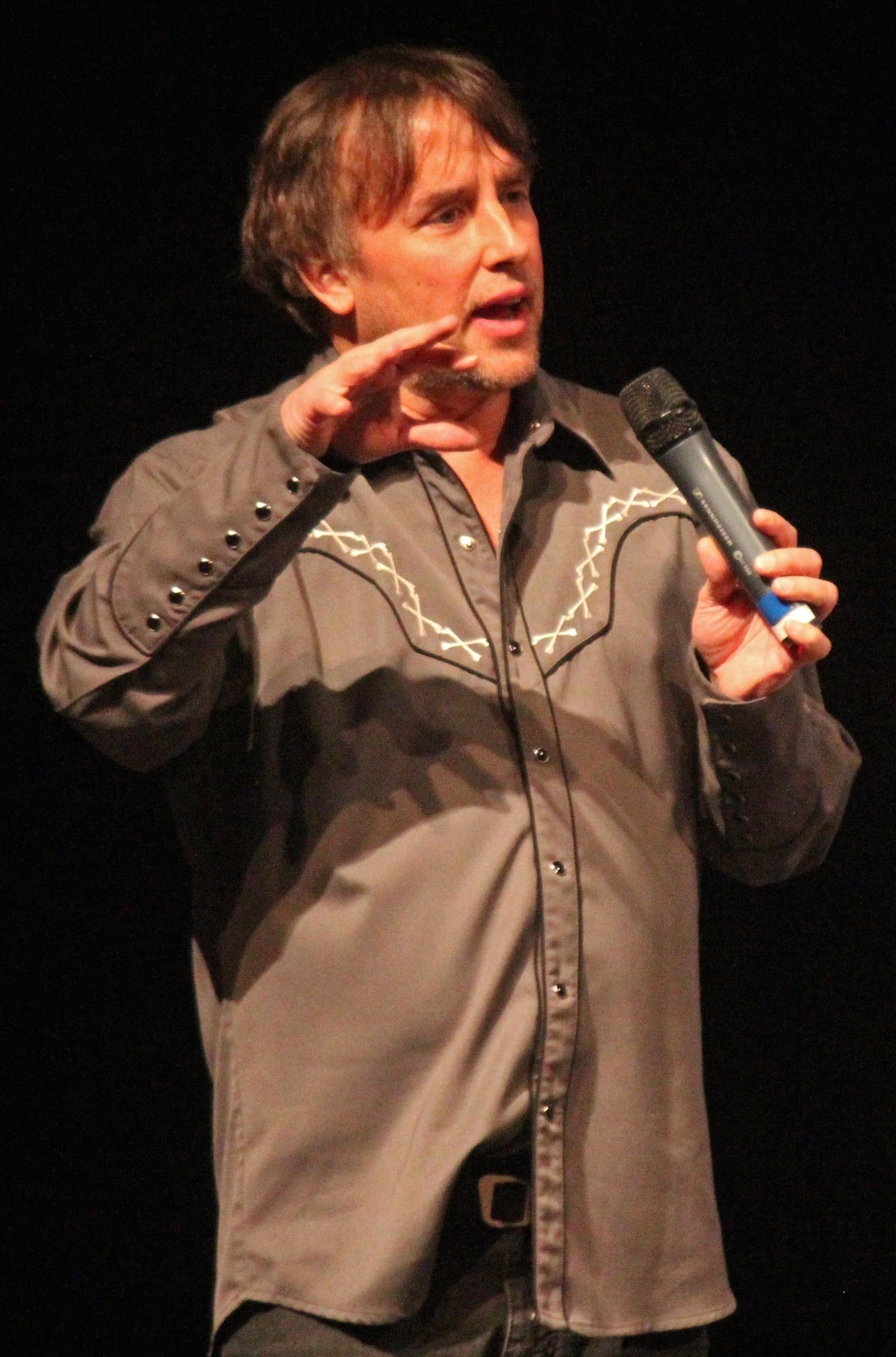
Richard Linklater vítěz v kategorii nejlepší režie

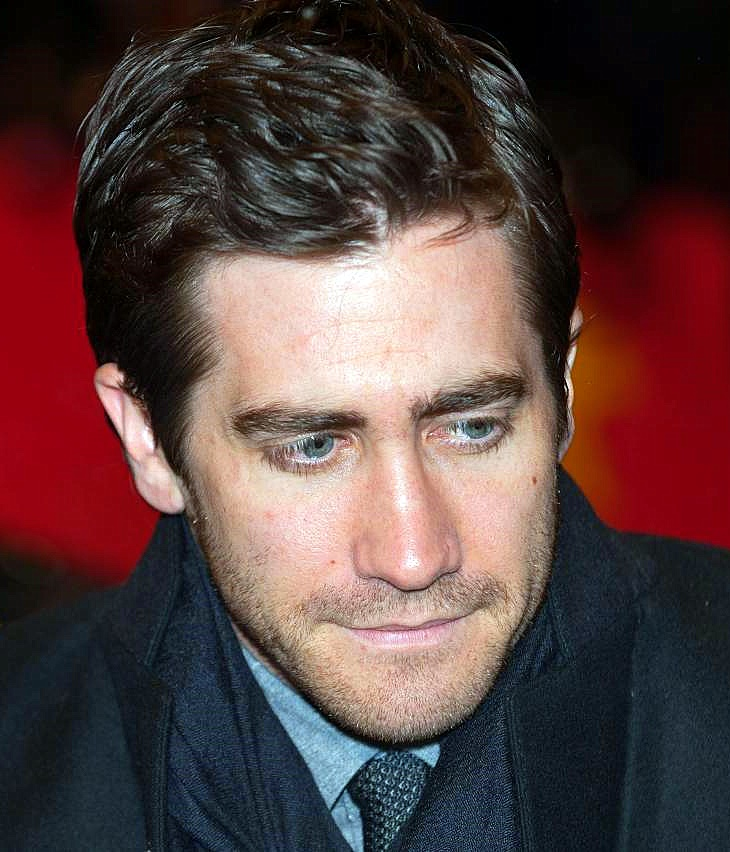
Jake Gyllenhaal vítěz v kategorii nejlepší mužský herecký výkon v hlavní roli

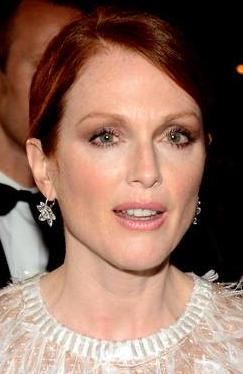
Julianne Moore vítězka v kategorii nejlepší ženský herecký výkon v hlavní roli

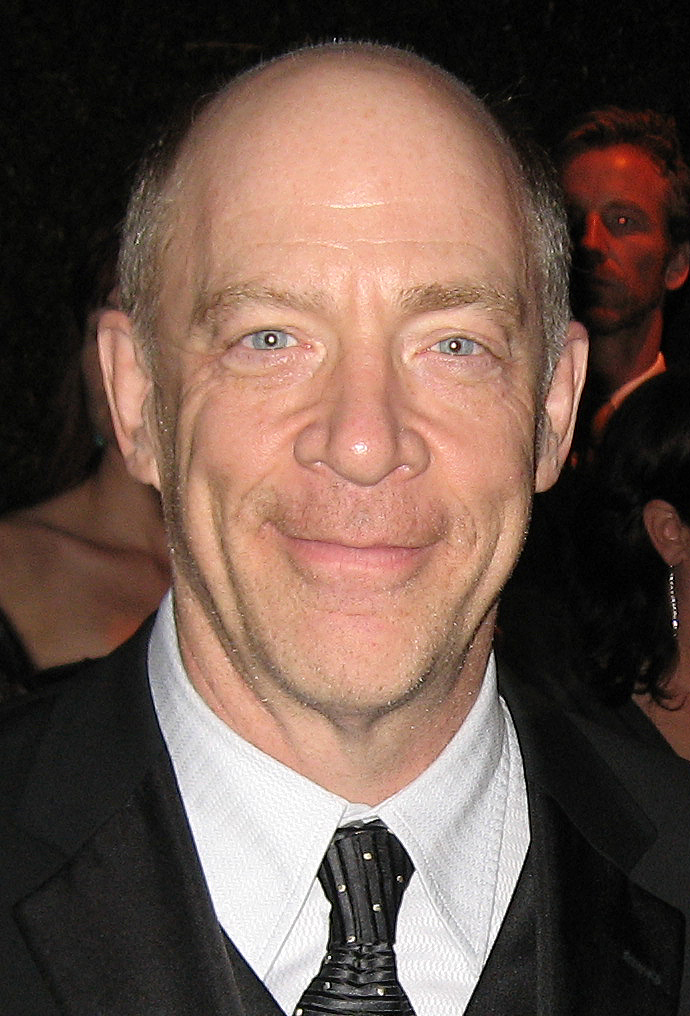
J. K. Simmons vítěz kategorii nejlepší mužský herecký výkon ve vedlejší roli

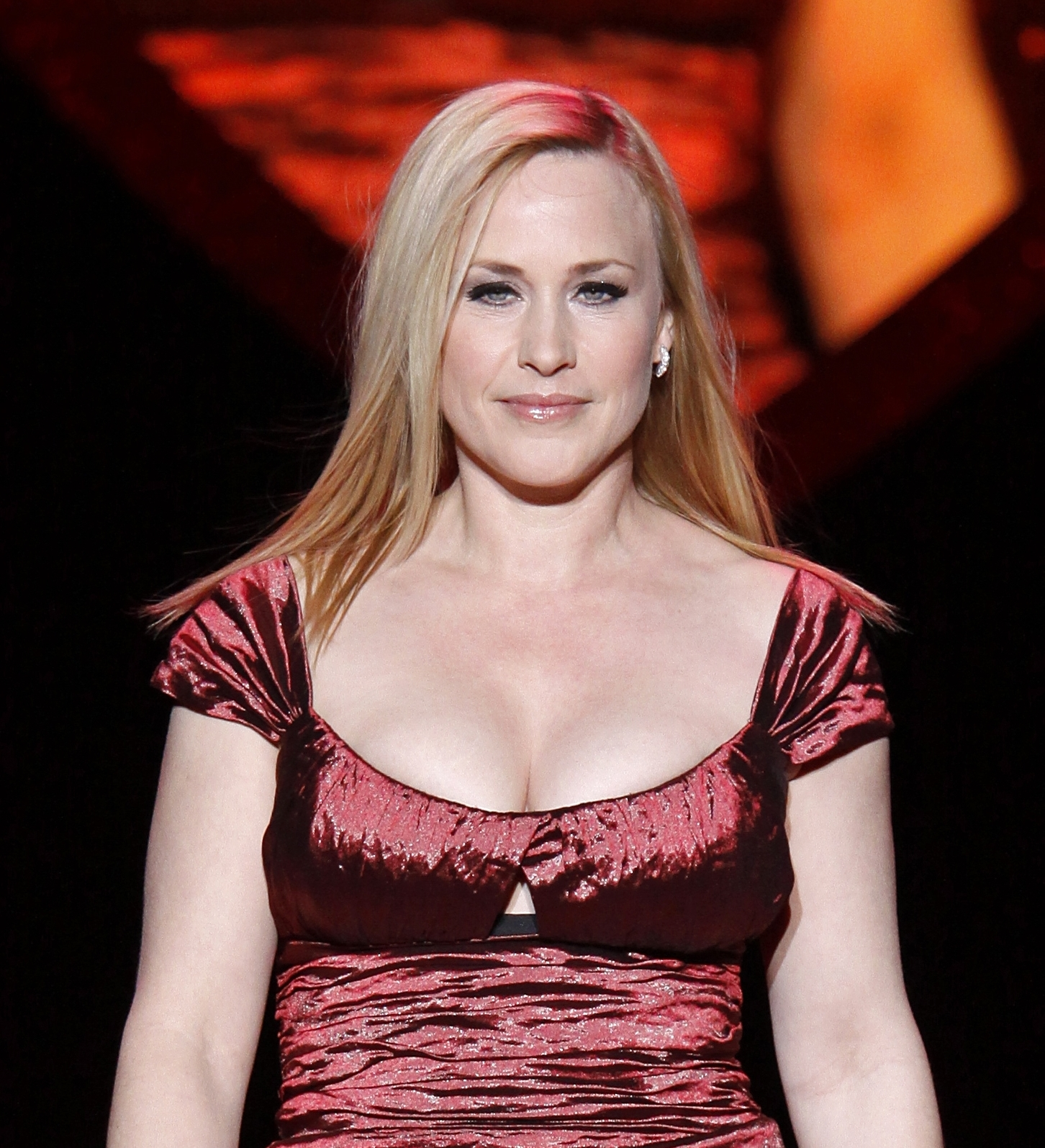
Patricia Arquette vítězka kategorii nejlepší ženský herecký výkon ve vedlejší roli

## Vítězové a nominovaní

### Nejlepší film
Chlapectví
- Birdman
- Grandhotel Budapešť
- Strážci Galaxie
- Kód Enigmy
- A Most Violent Year
- Slídil
- Selma
- Skrytá váda
- Whiplash

### Nejlepší režisér
Richard Linklater – Chlapectví
- Wes Anderson – Grandhotel Budapešť
- Damien Chazelle – Whiplash
- Jonathan Glazer – Pod kůží
- Alejandro G. Iñárritu – Birdman

### Nejlepší scénář
Richard Linklater – Chlapectví
- Wes Anderson – Grandhotel Budapešť
- Damien Chazelle – Whiplash
- Alejandro G. Iñárritu, Nicolás Giacobone, Alexander Dinelaris, Jr. a Armando Bó – Birdman
- Dan Gilroy – Slídil

### Nejlepší herec v hlavní roli
Jake Gyllenhaal – Slídil
- Benedict Cumberbatch – Kód Enigmy
- Michael Keaton – Birdman
- Tom Hardy – Noční jízda
- Eddie Redmayne – Teorie všeho

### Nejlepší herečka v hlavní roli
Julianne Moore – Pořád jsem to já
- Essie Davis – Babadook
- Marion Cotillard – Dva dny, jedna noc
- Felicity Jones – Teorie všeho
- Reese Witherspoonová – Divočina

### Nejlepší herec ve vedlejší roli
J. K. Simmons – Whiplash
- Josh Brolin – Skrytá vada
- Ethan Hawke – Chlapectví
- Edward Norton – Birdman
- Mark Ruffalo – Hon na lišku
- Andy Serkis – Úsvit planety opic

### Nejlepší herečka ve vedlejší roli
Patricia Arquette – Chlapectví
- Keira Knightley – Kód Enigmy
- Jessica Chastainová – A Most Violent Year
- Emma Stoneová – Birdman
- Tilda Swintonová – Ledová archa

### Nejlepší cizojazyčný film
Vyšší moc (Švédsko)
- Ida (Polsko/Dánsko)
- Leviatan (Rusko)
- Dva dny, jedna noc (Belgie)
- Zátah 2 (Indonésie)

### Nejlepší dokument
Citizenfour: Občan Snowden
- Glen Campbell: I'll Be Me
- Jodorowsky’s Dune
- Noční hosté
- Život Rogera Eberta

### Nejlepší animovaný film
Lego příběh
- Velká šestka
- Škatuláci
- Kniha života
- Jak vycvičit draka 2

### Nejlepší kamera
Emmanuel Lubezki – Birdman
- Rubert Yeoman – Grandhotel Budapešť
- Hoyte van Hoytema – Interstellar
- Roger Deakins – Nezlomný
- Robert Elswit – Skrytá vada

### Nejlepší skladatel
Alexandre Desplat – Grandhotel Budapešť
- Antonio Sánchez – Birdman
- Alexandre Desplat – Kód Enigmy
- Hans Zimmer – Interstellar
- Jóhann Jóhannsson – Teorie všeho

### Nejlepší skladba
„Everything Is Awesome“ – Jo Li a The Lonely Island – Lego příběh
- „Glory“ – Common a John Legend – Selma
- „Big Eyes“ – Lana Del Rey – Big Eyes
- „Lost Stars“ –Keira Knightley – Love song
- „I'm Not Going to Miss You“ – Glen Campbell – Glen Campbell: I'll Be Me

### Nejlepší technické využití
Chlapectví
- Birdman
- Úsvit planety opic

### Nejlepší plakát
Grandhotel Budapešť
- Birdman
- Godzilla
- Strážci Galaxie
- Skrytá vada

### Texas Independent Film Award
Chlapectví
- Nade vše
- Průšvihář
- Joe
- No No: A Dockumentary
- Zastavit bušící srdce

### Nejhorší film
The Identical
- Dovolená za trest
- Návrat blbýho a blbějšího
- Napospas osudu
- Transformers: Zánik